# Evan's Lucky Day
Evan's Lucky Day è un cortometraggio muto del 1915 diretto da Frank Cooley. Prodotto dalla American Film Manufacturing Company, aveva come interpreti Joe Harris, Virginia Kirtley, Kathryn Wilson, Foster Harris.

## Trama
George Evans, un bravo giovane sulla giusta strada per diventare qualcuno ma non ancora granché ricco, chiede al signor Collins di poter sposare sua figlia Sue. Collins gli risponde che lui gli darà il suo assenso se anche la figlia è d'accordo, a patto che George torni da lui alle due del pomeriggio con duecento dollari in contanti.

Nel locale dove George si reca alla ricerca dell'ispirazione che gli verrà da un buon pasto, vede un uomo che è il doppio di lui. Questo signore si sta godendo la compagnia di una bella signora, ma il pranzo viene bruscamente interrotto dalla comparsa della moglie furibonda alla ricerca del marito traditore. Per calmarla, il proprietario e i camerieri la portano in un salotto mentre il marito offre a George una bella somma perché prenda il suo posto dandogli nel frattempo la possibilità di scappare. Quando la moglie irrompe nella sala, si lancia scatenata su George, insultandolo senza pietà prima di accorgersi che quello non è il marito. Costernata, la donna rifonde George con del denaro, tanto che lui riesce a raggiungere la somma che gli serve, precipitandosi a casa dei Collins in tempo per depositare i soldi della scommessa.

## Produzione
Il film fu prodotto dalla American Film Manufacturing Company.

## Distribuzione
Distribuito dalla Mutual, il film - un cortometraggio in una bobina - uscì nelle sale statunitensi il 26 gennaio 1915.